# Antonija (Schiff)
Die Antonija ist ein Katamaran der kroatischen Reederei G&V Line Iadera.

## Geschichte
Die Antonija entstand unter dem Namen Fjordtroll auf der norwegischen Werft Lindstøl Skips- & Båtbyggeri in Risør und wurde 2002 vom Stapel gelassen und in Dienst gestellt. In Norwegen war sie auf der Strecke Bergen–Sogndal und Bergen–Selje unterwegs. 2013 wurde sie in die Karibik verkauft. Als Caribe Sun war das Schiff rund um die Bahamas im touristischen Betrieb im Einsatz. 2018 kam es wieder zurück nach Europa. Die kroatische Reederei G&V Line Iadera ist nun der neue Besitzer und setzt das Schiff unter dem Namen Antonija auf der Strecke Rijeka–Zadar sowie von Zadar nach Sali und Zaglav ein.

## Technische Daten
Das Schiff wird von zwei Viertakt-Dieselmotoren des Herstellers MTU Friedrichshafen (Typ: 12V396TE74L) mit zusammen 3000 kW Leistung angetrieben.